# Tobaccoville
Tobaccoville è un villaggio degli Stati Uniti d'America, situato in Carolina del Nord, diviso tra la contea di Forsyth e la contea di Stokes.